# NGC 5131
NGC 5131 est une très vaste galaxie spirale vue par la tranche et située dans la constellation des Chiens de chasse. Sa vitesse par rapport au fond diffus cosmologique est de 7 088 ± 17 km/s, ce qui correspond à une distance de Hubble de 104,5 ± 7,3 Mpc (∼341 millions d'al). NGC 5131 a été découverte par l'astronome prussien Heinrich Louis d'Arrest en 1865.
La classe de luminosité de NGC 5131 est I et elle présente une large raie HI. C'est aussi une galaxie active (AGN).
À ce jour, quatre mesures non basées sur le décalage vers le rouge (redshift) donnent une distance de 94,875 ± 3,417 Mpc (∼309 millions d'al), ce qui est à l'intérieur des valeurs de la distance de Hubble. Notons cependant que c'est avec la valeur moyenne des mesures indépendantes, lorsqu'elles existent, que la base de données NASA/IPAC calcule le diamètre d'une galaxie et qu'en conséquence le diamètre de NGC 5131 pourrait être d'environ 89,0 kpc (∼290 000 al) si on utilisait la distance de Hubble pour le calculer.